# Quốc huy Bulgaria
Quốc huy Bulgaria (tiếng Bungary: Герб на България, Gerb na Bǎlgarija) bao gồm một con sư tử đeo vương miện đang trồm lên trên tấm khiên đỏ; trên tấm khiên là vương miện lịch sử của Bulgary. Tấm khiên được nâng đỡ bởi hai con sử tử vàng đang trồm dậy; phía dưới tấm khiên là một chiếc bệ với hình dáng của những nhánh sồi và một dải băng trắng với khẩu biểu quốc gia "Đoàn kết làm nên sức mạnh" khắc phía trên.

(1927-1946)
(1946-1948)
(1948)
(1948-1968)
(1968-1971)
(1971-1990)